# 장화 신은 고양이 (1969년 영화)
장화 신은 고양이(長靴をはいた猫)는 1969년에 개봉한 일본 애니메이션이다. 샤를 페로가 쓴 장화 신은 고양이를 각색한 작품이다. 미야자키 하야오는 스토리보드 아티스트와 수석 애니메이터로서 이 작품에 참여했다. 미야자키는 또한 같은 내용의 만화를 그리기도 했다. 미야자키의 만화는 주니치 신문 일요일 판에 연재되었다.
주인공은 '페로'이며, 도에이 동화의 마스코트인 고양이이다.
페로는 작가의 이름인 페로에서 유래했다.
두 시리즈가 뒤이어 나왔다. 장화 신은 머스켓 총병(ながぐつ三銃士)(1972)과 장화 신은 고양이의 80일간의 세계일주(長靴をはいた猫 80日間世界一周)(1976)이 그것이다.

## 등장인물
- 페로 성우:이시카와 수수무
- 피에르 성우:후지타 토시코
- 장미 왕자 성우:사카키바라 루미
- 암살자 성우:미주모리 아도
- 작은 쥐 성우:미주가키 요코
- 대장 쥐 성우:쿠마쿠라 카주오
- 다니엘 성우:우추미 켄지
- 레이몬드 성우:야시로 슌
- 암살자 대장 성우:아이카와 킨야
- 루시퍼 성우:코이케 아사오
- 왕 성우:마수다 키이톤